# Mischka & Grischka
Mischka & Grischka is een moordlustige tweeling uit de James Bondfilm Octopussy. De personages worden gespeeld door David en Tony Meyer. De twee doen zich voor als messenwerpende circus-artiesten maar werken intussen ook voor Kamal Khan. Ze vermoorden voor hem ook agent 009 van MI6 in Oost-Berlijn. Mischka komt uiteindelijk om wanneer Bond hem op de circustrein neerslaat met een circuskanon, en Grischka komt om op het moment als hij Bond met een mes wil vermoorden om de moord op zijn broer te wreken waarbij hij zegt "And this is for my brother". Maar Bond weet uiteindelijk met het mes waar hij aan vastzit Grischka te vermoorden waar bij Bond zegt, "And that's for 009!"